# صبري مصباح
صبري مصباح هو مغني و عازف جيتار تونسي من مواليد 30 جانفي 1982 بتونس وهو ابن الفنان التونسي صلاح مصباح 

## أغانيه
- مانسيت
- مش مني

## روابط خارجية
- صبري مصباح على موقع ميوزك برينز (الإنجليزية)
- صبري مصباح على موقع ديسكوغز (الإنجليزية)